# Saxifraga osloensis
Saxifraga osloensis là một loài thực vật có hoa trong họ Saxifragaceae. Loài này được Knaben miêu tả khoa học đầu tiên năm 1954.